# ديك يول
ديك جول (بالهولندية: Dick Jol)‏ ، من مواليد 29 مارس 1956 ، حكم كرة قدم هولندي دولي سابق.
و قد حكم في كأس الأمم الأوروبية لكرة القدم 2000.

## روابط خارجية
- ديك يول على موقع Soccerway.com (الإنجليزية)